# Ameerega rubriventris
Espèce
Synonymes
- Epipedobates rubriventris  Lötters, Debold, Henle, Glaw, & Kneller, 1997

Statut de conservation UICN

 EN  : En danger
Statut CITES
Ameerega rubriventris est une espèce d'amphibiens de la famille des Dendrobatidae.

## Répartition
Cette espèce est endémique de la région d'Ucayali au Pérou. Elle se rencontre de 300 à 550 m d'altitude sur le versant Est de la Cordillère Azul.

## Étymologie
Le nom spécifique rubriventris vient du laruber, rouge, et de ventris, le ventre, en référence à l'aspect de cette espèce.

## Publication originale
- Lötters, Debold, Henle, Glaw, & Kneller, 1997 : Ein neuer Pfeilgiftfrosch aus der Epipedobates pictus-Gruppe vom Osthang der Cordillera Azul in Perú. Herpetofauna, vol. 19, p. 25-34 (texte intégral).